# Paulo
Paulo (Flavius Paulus) fue un noble y general del rey visigodo Wamba, y después rebelde contra ese mismo rey.

## Biografía
Enviado por el rey Wamba para sofocar la rebelión del conde de Nîmes Ilderico, que se había proclamado rey en Septimania y la parte oriental de la Tarraconense, reemplaza a este y se rebela y se proclama rey a su vez. Derrotado por el rey Wamba, es capturado, encarcelado y humillado. Paulo acompaña el desfile triunfal en Toledo con una raspa de pescado como falsa corona, con las barbas afeitadas, los pies desnudos y vestido de harapos, colocado sobre un carro tirado por camellos. Juzgado por traición, parece que se le condenó a sufrir la decalvación, ya que según la ley visigoda, los hombres que hubiesen sido tonsurados quedaban inhabilitados para gobernar a perpetuidad, y nadie seguiría ya a alguien tan débil como para dejarse tonsurar.
Debemos el conocimiento detallado de los hechos al metropolitano de Toledo Julián II (680-690), autor de Historia Rebellionis Pauli adversus Wambam.